# Schijnaardbei
De schijnaardbei of sieraardbei (Potentilla indica, synoniem: Duchesnea indica) is een vaste plant, die behoort tot de rozenfamilie (Rosaceae). De plant komt oorspronkelijk voor in Zuidoost-Azië en wordt ook in de siertuin als bodembedekker gebruikt.
De plant wordt 5-15 cm hoog. De behaarde stengels zijn liggend en wortelen op de knopen. De drietallige bladeren zijn handvormig samengesteld en op de nerven behaard. De ovale blaadjes zijn tot 5 cm lang en 3 cm breed.

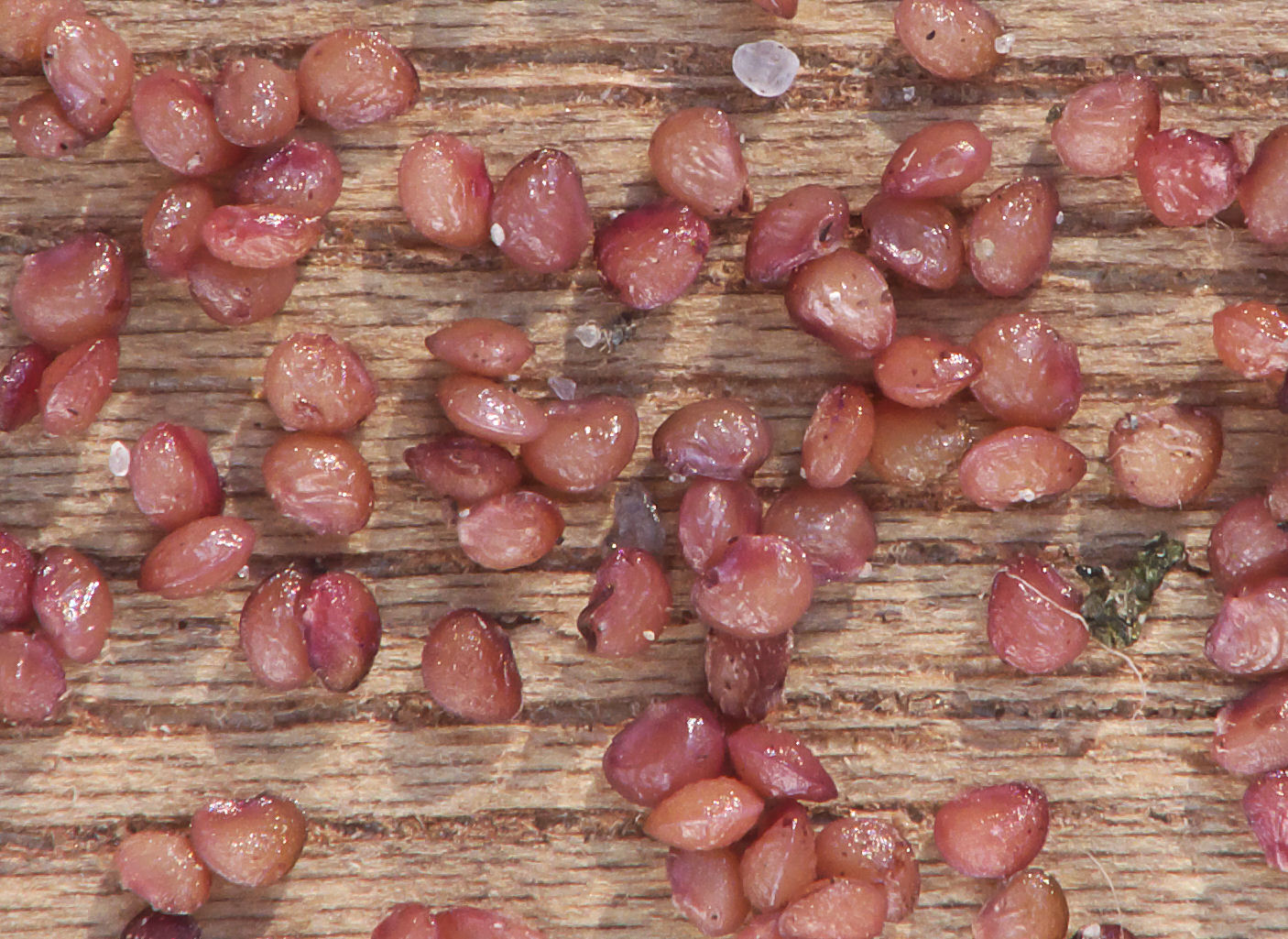
Dopvruchtjes

De schijnaardbei bloeit van mei tot oktober met gele, vijftallige bloemen. De kroonbladen zijn 7-8 mm x 4-5 mm groot. De bijkelkbladen zijn aan de top ingesneden en meestal drietandig. De kelk is na de bloei sterk vergroot.
De vrucht is botanisch gezien een schijnvrucht. De rode, ongeveer 1,2 cm grote vrucht is aardbeiachtig, maar smakeloos en niet sappig. De 1,5 mm lange dopvruchten (pitjes) hebben dezelfde kleur als de vrucht.
De plant komt voor op voedselrijke, vochtige, beschaduwde plaatsen in loofbossen en plantsoenen.
De plant is een invasieve exoot. In België werd de plant voor het eerst in het wild waargenomen in 1944 rond Brussel. Sindsdien is ze verder opgerukt en komt ze verspreid voor over heel Vlaanderen. Ze ontbreekt bijna volledig in Wallonië.